# Stenopelmatus vicinus
Stenopelmatus vicinus är en insektsart som beskrevs av Brunner von Wattenwyl 1888. Stenopelmatus vicinus ingår i släktet Stenopelmatus och familjen Stenopelmatidae. Inga underarter finns listade i Catalogue of Life.